# Mechanizm Finansowy EOG i Norweski Mechanizm Finansowy
Fundusze EOG i norweskie – finansowy wkład Islandii, Liechtensteinu i Norwegii w zmniejszanie nierówności społeczno-ekonomicznych w Europejskim Obszarze Gospodarczym (EOG) oraz w umacnianie stosunków dwustronnych z 15 państwami członkowskimi UE z Europy Środkowej i Wschodniej. Ponadto Fundusze przyczyniają się do umacniania fundamentalnych wartości europejskich takich jak demokracja, tolerancja i praworządność.

## Historia

### Powstanie Funduszy[1][2]
Fundusze EOG i norweskie są skutkiem porozumienia o EOG. Na mocy tego porozumienia Islandia, Liechtenstein i Norwegia stały się częścią rynku wewnętrznego UE, umożliwiającego swobodny przepływ towarów, usług, kapitału i osób w obrębie Unii Europejskiej. Porozumienie o EOG określa wspólne cele współpracy, jakimi są zmniejszenie nierówności społeczno-ekonomicznych w Europie oraz umocnienie współpracy między państwami Europy.
Od momentu wejścia w życie porozumienia o EOG Islandia, Liechtenstein i Norwegia przyczyniają się do postępu społeczno-gospodarczego w państwach członkowskich UE oraz EOG. Udostępniane środki finansowe nosiły kolejno nazwę Mechanizmu Finansowego (1994–1998), Instrumentu Finansowego (1999–2003), a obecnie znane są pod nazwą Funduszy EOG i norweskich (2004–2009, 2009–2014, 2014–2021). W latach 1994–2014 Norwegia, Islandia i Liechtenstein przekazały łącznie 3,3 mld euro w ramach programów udzielania funduszy. Dalsze środki w kwocie 2,8 mld euro udostępniono w okresie finansowania 2014-2021. Wielkość funduszy przekazywanych przez wyżej wymienione trzy państwa – darczyńców jest uzależniona od wielkości ich powierzchni oraz PKB. W związku z powyższym w okresie od 2014 do 2021 r. wkład Norwegii w finansowanie Funduszy EOG i norweskich wyniesie 97,7%, Islandii 1,6% zaś Liechtensteinu 0,7% funduszy.
Od 2004 r. istnieją dwa odrębne mechanizmy: Fundusze EOG oraz Fundusze norweskie. Fundusze EOG finansują wszystkie trzy państwa, tj. Islandia, Liechtenstein i Norwegia; zaś Fundusze norweskie finansuje wyłącznie Norwegia.

### Mechanizm Finansowy 1994–1998[2]
Mechanizm Finansowy 1994-1998 obejmuje Grecję, Irlandię, Irlandię Płn., Portugalię i Hiszpanię. Wsparto projekty w dziedzinie ochrony środowiska, edukacji i szkoleń oraz transportu. Poza wsparciem sięgającym 500 mln euro przyznano zniżkę w kwocie 1,5 mld euro na oprocentowanie pożyczek zaciąganych w Europejskim Banku Inwestycyjnym (EIB).1.     

Finlandia, Szwecja i Austria, które do 1994 r. były członkami EFTA, opuściły tę organizację i przystąpiły do UE. Komisja Europejska przejęła odpowiedzialność za wkłady tych trzech krajów w Mechanizm Finansowy 1994-1998.1.     

- Źródło: Sprawozdanie końcowe dotyczące Mechanizmu Finansowego 1994-1998

### Instrument Finansowy 1999–2003[2]
W okresie 1999–2003 Grecja, Irlandia, lrlandia Płn., Portugalia i Hiszpania  otrzymały 119,6 mln euro z państw EFTA znajdujących się w EOG (Islandia, Liechtenstein i Norwegia). Wsparto projekty w dziedzinie ochrony środowiska, odnowy tkanki miejskiej, zmniejszenia zanieczyszczeń na obszarach miejskich, ochrony dziedzictwa kulturowego, transportu, edukacji i szkoleń oraz badań akademickich. Ok. 93% funduszy wydano na projekty dotyczące ochrony środowiska.
- Źródło: Sprawozdanie końcowe dotyczące Instrumentu Finansowego 1999-2003

### Fundusze EOG i norweskie 2004–2009[2]
W 2004 r. do UE i do EOG przystąpiło dziesięć nowych państw – Cypr, Czechy, Estonia, Węgry, Łotwa, Litwa, Malta, Polska, Słowacja i Słowenia. 
Rozszerzenie wymagało znacznego wzrostu wkładów na programy przeznaczone na cele spójności europejskiej. Rozwój społeczno-ekonomiczny większości nowych państw członkowskich był znacznie poniżej średniego poziomu dla UE. 
W okresie 2004–2009 oferta Funduszy EOG i norweskich opiewała na kwotę 1,3 miliarda euro. Fundusze EOG (672 mln euro) wsparły 15 państw beneficjentów z Europy Środkowo-Wschodniej. W ramach Funduszy norweskich wsparto dodatkową kwotą 567 mln euro dziesięć państw, które przystąpiły do UE w 2004 r.
Prócz tych dwóch mechanizmów Norwegia przeznaczyła 68 mln euro na dwustronne norweskie programy współpracy z Bułgarią i Rumunią, gdy te dwa państwa przystąpiły do UE w 2007 r. 
Jako największy darczyńca Norwegia przekazała blisko 97% całkowitego finansowania w okresie 2004-2009.

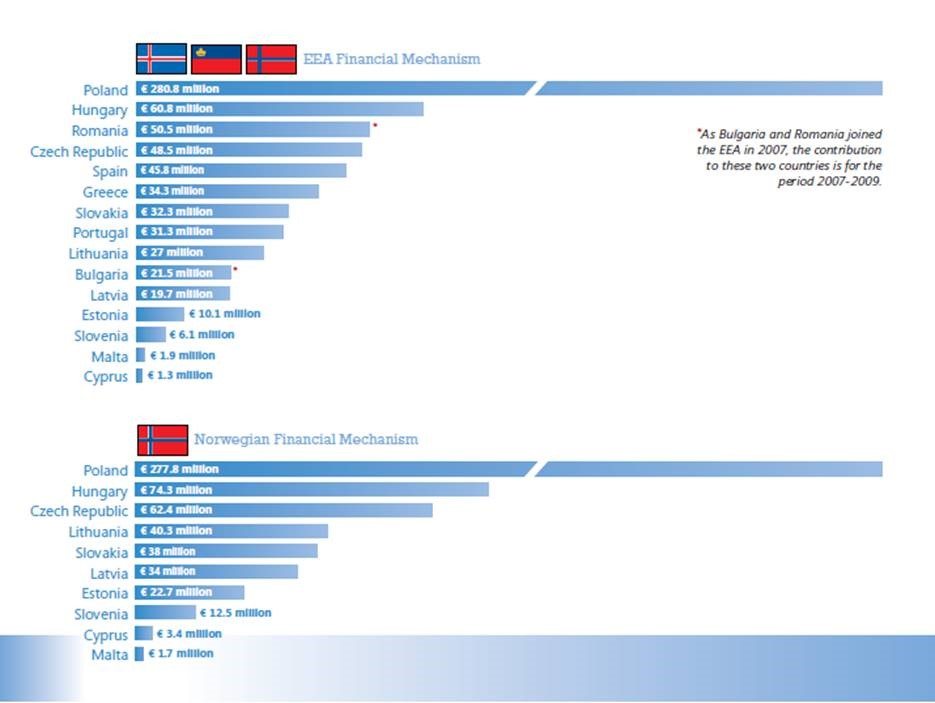

#### Obszary wsparcia

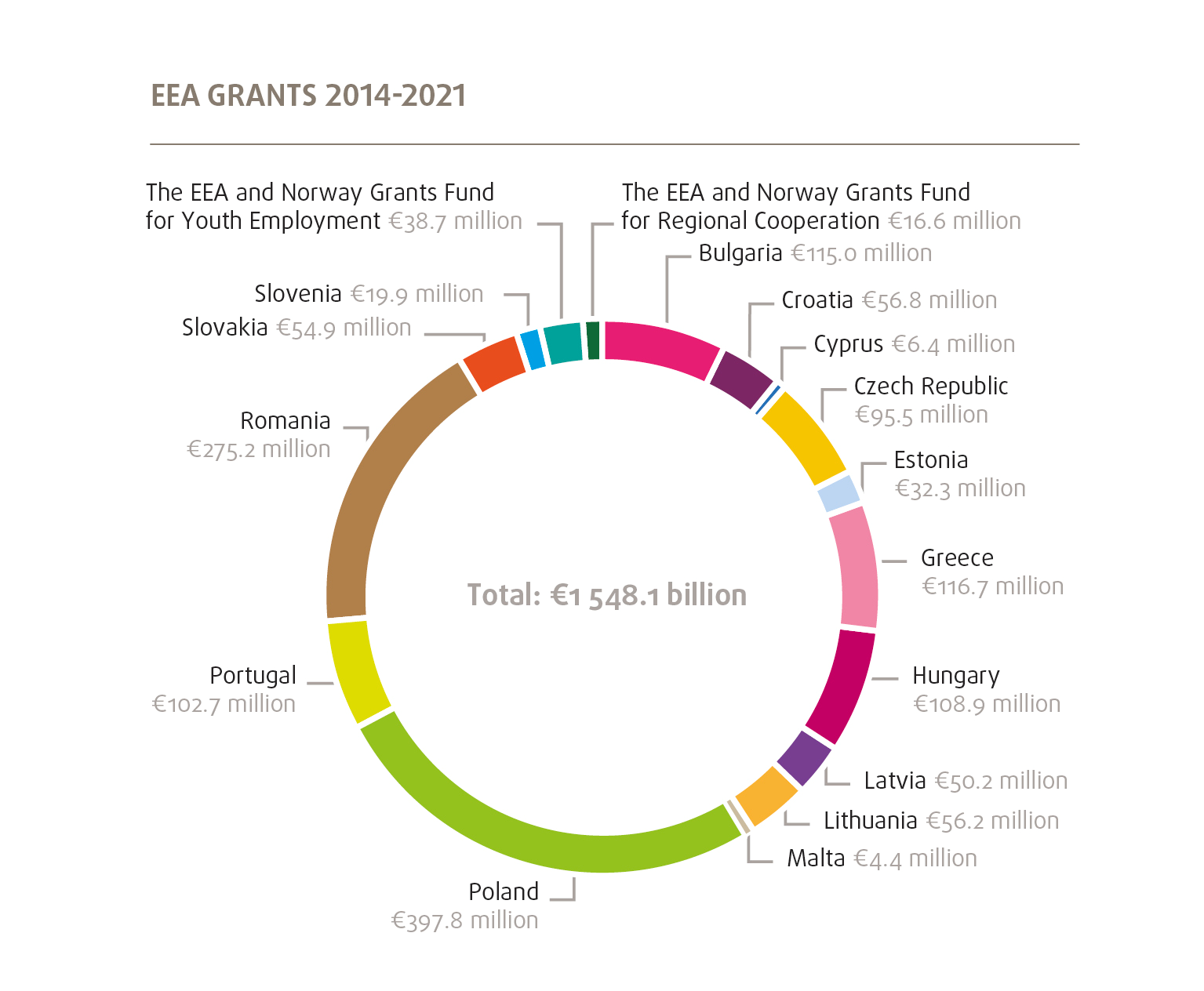
Wykres 1. Całkowita alokacja Funduszy EOG 2014-2021

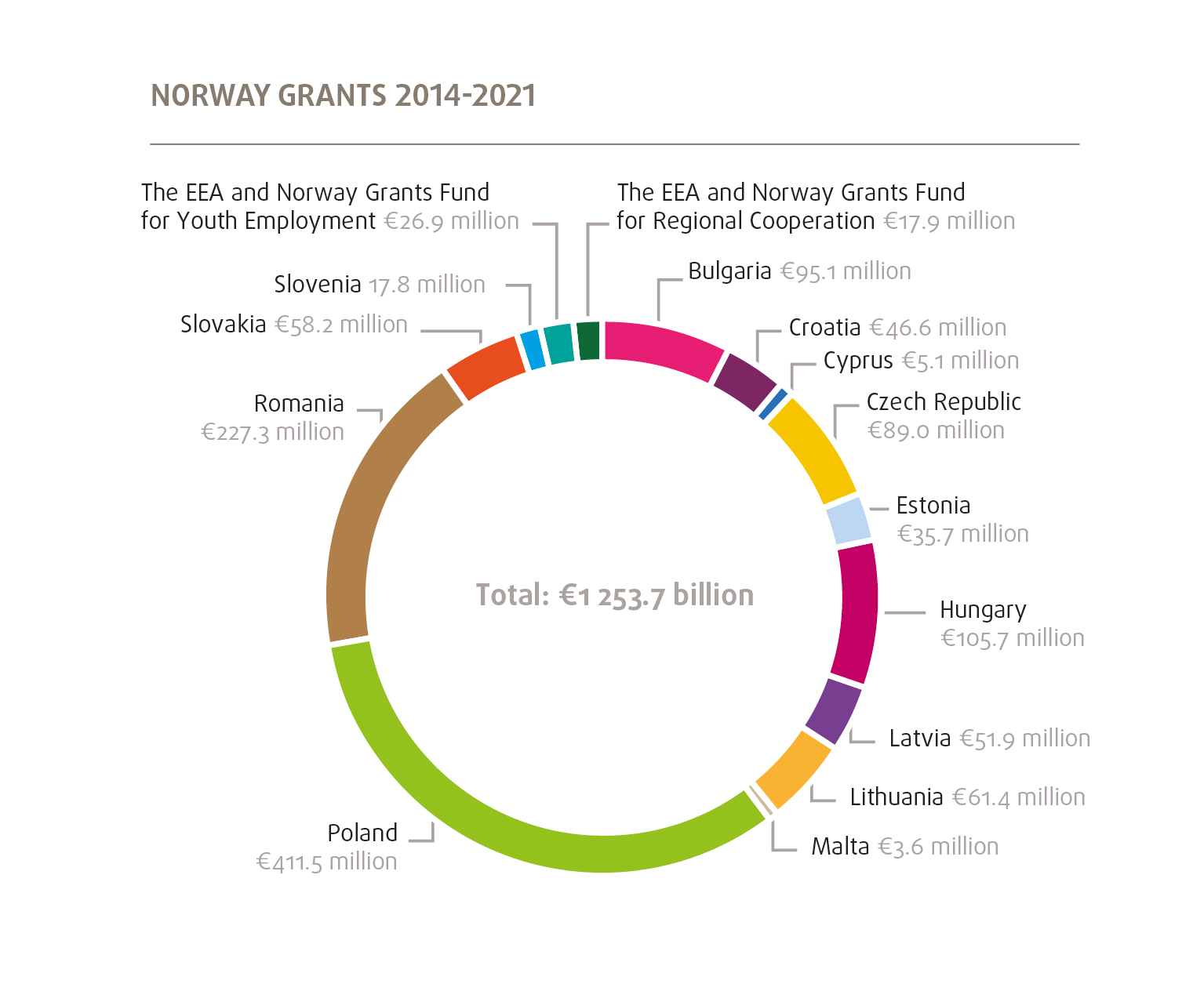
Wykres 2. Całkowita alokacja Funduszy norweskich 2014-2021

W okresie 2004 – 2009 w ramach Mechanizmu Finansowego EOG i norweskiego finansowanie przyznano 1 250 projektom. Projekty te były finansowane w ramach następujących obszarów wsparcia:
- Środowisko naturalne i zrównoważony rozwój
- Zachowanie europejskiego dziedzictwa kulturowego
- Społeczeństwo obywatelskie
- Schengen i wymiar sprawiedliwości
- Opieka zdrowotna i opieka nad dziećmi
- Budowanie sprawności instytucjonalnej i rozwój zasobów ludzkich
- Badania i stypendia akademickie
- Współpraca regionalna i transgraniczna
- Budowanie sprawności instytucjonalnej

#### Współpraca
Więcej niż jeden na pięć wspieranych projektów był projektem partnerskim realizowanym pomiędzy podmiotami z państw beneficjentów a Islandią, Liechtensteinem lub Norwegią. 

#### Rezultaty
W dokumencie Przegląd końcowy Funduszy EOG i norweskich 2004-2009 stwierdza się, że „Fundusze EOG i norweskie przewidziane na okres 2004-2009 przyczyniły się do zmniejszenia nierówności w Europie […] i zapewniły znaczące korzyści na poziomie lokalnym” (Sprawozdanie końcowe, Nordic Consulting Group, styczeń 2012). 
W okresie finansowania 2004-2009 przeprowadzono następujące niezależne ewaluacje i przeglądy: 
- Fundusze EOG i norweskie 2004-2009: Przegląd norweskich projektów partnerskich
- Fundusze EOG i norweskie 2004-2009: Ewaluacja funduszy NGO
- Fundusze EOG i norweskie 2004-2009: Przegląd finansowania programów oszczędności energii oraz produkcji energii odnawialnej w Polsce
- Fundusze EOG i norweskie 2004-2009: Ocena średniookresowa
- Fundusze EOG i norweskie 2004-2009: Przegląd finansowania programów z zakresu bioróżnorodności
- Fundusze EOG i norweskie 2004-2009: ewaluacja wsparcia ustawodawstwa dotyczącego Schengen oraz programów zmierzających do wzmocnienia wymiaru sprawiedliwości
- Fundusze EOG i norweskie 2004-2009: Przegląd wsparcia w zakresie dziedzictwa kulturowego w Czechach
- Fundusze EOG i norweskie 2004-2009: Ewaluacja finansowania opieki zdrowotnej i opieki nad dziećmi w Rumunii
- Fundusze EOG i norweskie 2004-2009: Ewaluacja finansowania opieki zdrowotnej i opieki nad dziećmi na Litwie
- Fundusze EOG i norweskie 2004-2009: Ewaluacja finansowania opieki zdrowotnej i opieki nad dziećmi na Węgrzech
- Fundusze EOG i norweskie 2004-2009: Ewaluacja finansowania opieki zdrowotnej i opieki nad dziećmi w Czechach
- Fundusze EOG i norweskie 2004-2009: Ewaluacja finansowania opieki zdrowotnej i opieki nad dziećmi
- Fundusze EOG i norweskie 2004-2009: Przegląd rozwoju regionalnego i współpracy transgranicznej
- Fundusze EOG i norweskie 2004-2009: Ewaluacja finansowania sektora dziedzictwa kulturowego
- Fundusze EOG i norweskie 2004-2009: Przegląd końcowy
- Fundusze EOG i norweskie 2004-2009: Ewaluacja finansowania sektora badań akademickich

### Fundusze EOG i norweskie 2009–2014[3]
Kwota Funduszy przeznaczona na lata 2009-2014 wyniosła 1,8 mld euro. Fundusze EOG (993,5 mln euro), współfinansowane przez Islandię (3%), Liechtenstein (1%) i Norwegię (96%), były dostępne w 16 państwach. Fundusze norweskie (804,6 mln euro), finansowane wyłącznie przez Norwegię, były dostępne w 13 państwach, które przystąpiły do UE po 2003 r. Hiszpania otrzymała przejściowo finansowanie w latach 2009-2014. Po przystąpieniu do UE w roku 2013, Chorwacja stała się członkiem EOG w 2014 r., a co za tym idzie, stała się beneficjentem Funduszy EOG i norweskich.  
Tabela 1. Finansowanie w ramach Funduszy EOG i norweskich w latach 2009-2014 (EUR)
| Państwo    | Fundusze EOG | Fundusze norweskie | Razem         | % wydatków kwalifikowalnych * |
| ---------- | ------------ | ------------------ | ------------- | ----------------------------- |
| Bułgaria   | 78 600 000   | 48 000 000         | 126 600 000   | 79,49%                        |
| Chorwacja  | 5 000 000    | 4 600 000          | 9 600 000     | 63,33%                        |
| Cypr       | 3 850 000    | 4 000 000          | 7 850 000     | 96,38%                        |
| Czechy     | 61 400 000   | 70 400 000         | 131 800 000   | 84,13%                        |
| Estonia    | 23 000 000   | 25 600 000         | 48 600 000    | 97,12%                        |
| Grecja     | 63 400 000   | 0                  | 63 400 000    | 86,28%                        |
| Węgry      | 70 100 000   | 83 200 000         | 153 300 000   | 57,76%                        |
| Łotwa      | 34 550 000   | 38 400 000         | 72 950 000    | 87,66%                        |
| Litwa      | 38 400 000   | 45 600 000         | 84 000 000    | 95,26%                        |
| Malta      | 2 900 000    | 1 600 000          | 4 500 000     | 98,76%                        |
| Polska     | 266 900 000  | 311 200 000        | 578 100 000   | 91,69%                        |
| Portugalia | 57 950 000   | 0                  | 57 950 000    | 90,51%                        |
| Rumunia    | 190 750 000  | 115 200 000        | 305 950 000   | 82,21%                        |
| Słowacja   | 38 350 000   | 42 400 000         | 80 750 000    | 79,80%                        |
| Słowenia   | 12 500 000   | 14 400 000         | 26 900 000    | 91,37%                        |
| Hiszpania  | 45 850 000   | 0                  | 45 850 000    | 89,46%                        |
| Razem      | 993 500 000  | 804 600 000        | 1 798 100 000 | 85,11%                        |

* % poniesionych wydatków kwalifikowalnych. Dane aktualne na dzień 5 września 2019 r. mogą się zmienić. 
Źródło: Przegląd końcowy Funduszy EOG i norweskich 2009-2014, szybka ocena: sprawozdanie końcowe, marzec 2019. 

#### Obszary wsparcia

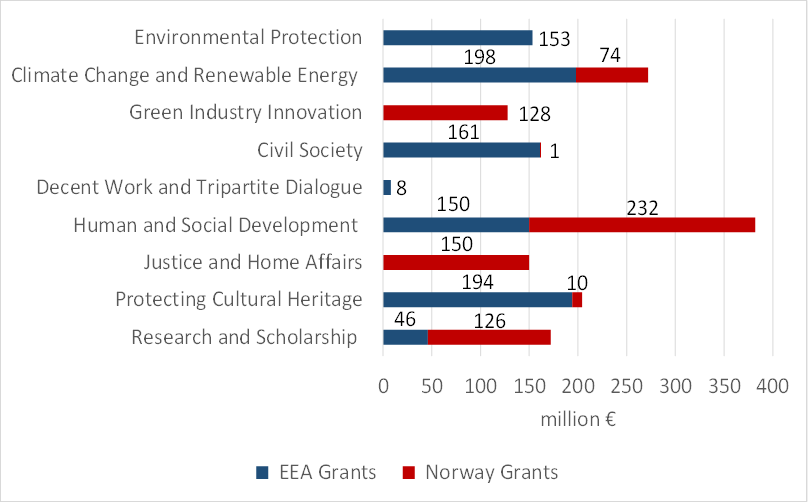
Wykres 3. Fundusze alokowane wg sektorów priorytetowych

W latach 2009–2014 wsparcie w ramach Funduszy EOG i norweskich zapewniono w dziewięciu sektorach priorytetowych (sp) i 32 obszarach programowych (op), co przedstawia Tabela 2. Fundusze alokowane na każdy sektor priorytetowy pokazano na wykresie poniżej. 
Tabela 2. Sektory priorytetowe (sp) i obszary programowe (op) finansowane w ramach Funduszy EOG i norweskich w latach 2009-2014
| Fundusze EOG | Fundusze norweskie |
| --- | --- |
| Ochrona środowiska i zarządzanie nim Zintegrowane zarządzanie wodami morskimi i śródlądowymi Bioróżnorodność i usługi dla ekosystemów Monitorowanie środowiska oraz zintegrowane planowanie i kontrola Ograniczanie substancji niebezpiecznych | Wychwytywanie i składowanie dwutlenku węgla Wychwytywanie i składowanie dwutlenku węgla |
| Zmiana klimatu i energia odnawialna Energooszczędność Energia odnawialna Adaptacja do zmian klimatu Sektor morski Badania i technologie związane ze środowiskiem i zmianą klimatu | Innowacyjne zielone technologie Innowacyjne zielone technologie |
| Społeczeństwo obywatelskie Fundusze dla organizacji pozarządowych | Godna praca i dialog trójstronny Globalny fundusz na rzecz godnej pracy i dialogu trójstronnego |
| Społeczeństwo obywatelskie Fundusze dla organizacji pozarządowych | Wymiar sprawiedliwości i sprawy wewnętrzne Przemoc domowa i ze względu na płeć Współpraca Schengen i walka z międzynarodową przestępczością zorganizowaną, w tym handel żywym towarem i mobilne grupy przestępcze Rozwój sprawnego wymiaru sprawiedliwości i współpraca Służby penitencjarne, w tym inne środki karne niż pozbawienie wolności Wymiar sprawiedliwości i sprawy wewnętrzne |
| Rozwój społeczno-ludzki Zagrożone dzieci i młodzież Lokalne i regionalne inicjatywy mające na celu zmniejszenie nierówności narodowych oraz promocję aktywizacji społecznej Publiczne inicjatywy zdrowotne Upowszechnianie równości płci i promocja filozofii równowagi w pracy i życiu osobistym Ramy instytucjonalne w sektorze azylowym i migracyjnym | Rozwój społeczno-ludzki Sprawne instytucje i współpraca instytucjonalna pomiędzy państwem beneficjentem a norweskimi instytucjami publicznymi, władzami lokalnymi i regionalnymi Współpraca transgraniczna Inicjatywy w zakresie zdrowia publicznego Upowszechnianie równości płci i promocja filozofii równowagi w pracy i życiu osobistym                                               |
| Ochrona dziedzictwa kulturowego Zachowanie i rewitalizacja dziedzictwa kulturowego i przyrodniczego Promocja różnorodności w kulturze i sztuce w ramach europejskiego dziedzictwa kulturowego | Rozwój społeczno-ludzki Sprawne instytucje i współpraca instytucjonalna pomiędzy państwem beneficjentem a norweskimi instytucjami publicznymi, władzami lokalnymi i regionalnymi Współpraca transgraniczna Inicjatywy w zakresie zdrowia publicznego Upowszechnianie równości płci i promocja filozofii równowagi w pracy i życiu osobistym                                               |
| Badania i stypendia Prowadzenie badań w sektorach priorytetowych Stypendia | Badania i stypendia Współpraca dwustronna w zakresie badań Dwustronny program stypendiów |

Źródło: Blue Book 2009-2014

#### Współpraca
Współpraca w ramach programów i projektów bilateralnych stanowi arenę wymiany wiedzy, wzajemnego uczenia się najlepszych praktyk oraz opracowywania wspólnej polityki. W okresie finansowania 2009-2014 zaangażowanych było dwudziestu trzech partnerów programowych darczyńców (DPP) (20 z Norwegii, 2 z Islandii i 1 z Liechtenstein). Ponadto w kilku programach Rada Europy liczyła się jako partner programowy darczyńców. 
Partner programowy darczyńcy był zaangażowany w ponad 30% z 7 000 projektów finansowanych w tym okresie. W projektach brało udział prawie 1 000 partnerów z państw darczyńców (780 z Norwegii, 185 z Islandii, 11 z Liechtensteinu). 

#### Rezultaty
Dokument pt. Przegląd końcowy Funduszy EOG i norweskich 2009-2014 rzuca światło na wsparcie w ramach Funduszy w 16 państwach członkowskich UE. W latach finansowania 2009-2014 przeprowadzono następujące niezależne ewaluacje i przeglądy: 
- Szybka ocena programów badawczych
- Szybka ocena rosnącej aktywizacji Romów
- Szybka ocena programów gender
- Średniookresowa ocena wsparcia wzmocnienia stosunków dwustronnych
- Ocena godnej pracy i dialogu trójstronnego – sprawozdanie końcowe
- Średniookresowa ocena sektora dziedzictwa kulturowego – sprawozdanie główne
- Średniookresowy przegląd programów NGO – sprawozdanie główne
- Fundusze EOG i norweskie 2009-2014: Przegląd aspektów zarządzania ryzykiem

Więcej informacji o programach i projektach finansowanych w latach 2009-2014 można znaleźć na Portalu danych dotyczących Funduszy EOG i norweskich.

## Kraje uprawnione do otrzymywania wsparcia
Kryteria przyznawania finansowania z Funduszy EOG i norweskich stanowią odzwierciedlenie kryteriów określonych dla Funduszu Spójności UE, z którego mogą korzystać państwa członkowskie, w których dochód narodowy przypadający na mieszkańca jest mniejszy niż 90% średniej UE. W okresie finansowym 2014-2021 do państw spełniających to kryterium zalicza się Bułgaria, Chorwacja, Cypr, Czechy, Estonia, Grecja, Węgry, Łotwa, Litwa, Malta, Polska, Portugalia, Rumunia, Słowacja i Słowenia. Państwa, które przystąpiły do UE przed 2004, nie kwalifikują się do wsparcia z Funduszy norweskich, tak więc Grecja i Portugalia mogą ubiegać się o finansowanie tylko w ramach Funduszy EOG.

## Działanie mechanizmu na poziomie krajowym
Najpierw UE i trzy państwa darczyńcy zawierają porozumienie (Memorandum Of Understanding) określające całkowity wkład oraz podział finansowania na państwa - beneficjentów. Kwoty alokacji rozdzielane są na rzecz beneficjentów w oparciu o liczbę mieszkańców oraz PKB przypadający na mieszkańca, dlatego też największym beneficjentem jest Polska; na drugim miejscu jest Rumunia, zaś Malta jest najmniejszym państwem korzystającym z tych funduszy.
Następnie Islandia, Liechtenstein i Norwegia negocjują i uzgadniają z każdym państwem beneficjentem opracowanie programów, ich cele oraz wielkość alokacji dla każdego programu. Porozumienia uwzględniają potrzeby i priorytety danego kraju oraz zakres współpracy z państwami darczyńcami. Podczas negocjacji konsultowana jest Komisja Europejska, co ma zapobiec duplikowaniu finansowania i zapewnić przeznaczenie funduszy tam, gdzie ich wpływ będzie największy. Programy realizowane w ramach Funduszy EOG i norweskich muszą spełniać przepisy prawa i normy UE w zakresie praw człowieka, dobrego zarządzania, zrównoważonego rozwoju i równości płci. 
Środki udostępniane przez UE oraz Fundusze EOG i norweskie są komplementarne i zwykle na poziomie krajowym zarządza nimi ta sama Instytucja Zarządzająca. Ze środków pozyskiwanych z Funduszy EOG i norweskich często finansuje się projekty w obszarach, w których rzadko dostępne są fundusze UE lub dofinansowanie krajowe. 
Za ogólne zarządzanie programami w danym kraju będącym beneficjentem funduszy odpowiada krajowy punkt kontaktowy. Operatorzy programów opracowują programy i zarządzają nimi, często we współpracy z partnerem z państwa darczyńcy, i przyznają finansowanie na rzecz projektów. Projekty są wybierane w drodze naboru prowadzonego przez operatorów programów.

## Umacnianie współpracy dwustronnej
Jednym z dwóch głównych celów Funduszy EOG i norweskich jest rozwój współpracy i kontaktów między państwami beneficjentami i darczyńcami. Partnerstwa między podmiotami z państw będących beneficjentami a podmiotami z Islandii, Liechtensteinu i Norwegii stanowią fundamentalną część finansowania z Funduszy i są jedyną w swoim rodzaju okazją do wspólnego stawienia czoła wyzwaniom europejskim. 
Instytucje publiczne i prywatne z państw beneficjentów i darczyńców są bardzo zachęcane do zawierania partnerstw dwustronnych. Współpraca między osobami i instytucjami na poziomie administracyjnym i politycznym oraz w sektorze prywatnym, akademickim oraz w obrębie społeczeństwa obywatelskiego jest warunkiem umocnienia stosunków dwustronnych.

### Fundusze EOG i norweskie w okresie 2014–2021
Kwota dostępna w ramach Funduszy na okres 2014–2021 wynosi 2,8 mld euro. Fundusze EOG (1,55 mld euro) pochodzą z Islandii (3%), Liechtensteinu (1%) i Norwegii (96%) i są dostępne dla wszystkich 15 ww. państw. Fundusze norweskie (1,25 mld euro) pochodzą wyłącznie z Norwegii i są dostępne dla 13 państw członkowskich, które przystąpiły do UE po roku 2003. Wkład darczyńców zależy od produktu krajowego brutto (PKB) każdego z nich.

### Obszary wsparcia
Pięć sektorów priorytetowych (sp) i powiązane 23 obszary programowe  finansowane w okresie 2014-2021 odzwierciedlają priorytety określone w ‘Strategii Europa 2020’ – dziesięcioletniej strategii Unii Europejskiej na rzecz inteligentnego, zrównoważonego rozwoju sprzyjającego włączeniu społecznemu – jak również stanowią odzwierciedlenie 11 celów polityki spójności UE. Środki z Funduszy przeznaczane są na wzrost i tworzenie miejsc pracy, działania związane ze zmianą klimatu oraz przechodzeniem na zieloną energię, przy równoczesnym zmniejszaniu ubóstwa i wykluczenia społecznego. Ponadto programy promują współpracę dwustronną i międzynarodową.

#### sp 1: Innowacyjność, badania, edukacja i konkurencyjność
1. Rozwój przedsiębiorstw, innowacyjność i MŚP
2. Badania
3. Edukacja, stypendia, praktyki i przedsiębiorczość młodych ludzi
4. Równowaga między życiem zawodowym i prywatnym
5. Dialog społeczny – godna praca

#### sp 2: Włączenie społeczne, zatrudnienie młodych ludzi oraz zmniejszanie ubóstwa
6. Wyzwania dla europejskiego sektora zdrowia publicznego
7. Włączenie społeczne i upodmiotowienie Romów
8. Zagrożone dzieci i młodzież
9. Uczestnictwo młodzieży w rynku pracy
10. Rozwój lokalny i zmniejszanie ubóstwa

#### sp 3: Ekologia, energia, zmiana klimatu i gospodarka niskoemisyjna
11. Środowisko naturalne i ekosystemy
12. Energia odnawialna, energooszczędność, bezpieczeństwo energetyczne
13. Opóźnienie zmian klimatu i adaptacja do tych zmian

#### sp 4: Kultura, społeczeństwo obywatelskie, dobre zarządzanie, podstawowe prawa i wolności
14. Przedsiębiorczość w obszarze kultury, dziedzictwo kulturowe i współpraca kulturowa
15. Społeczeństwo obywatelskie
16. Dobre zarządzanie, odpowiedzialne instytucje, przejrzystość
17. Prawa człowieka – wdrożenie na poziomie krajowym

### sp 5: Wymiar sprawiedliwości i sprawy wewnętrzne
18. Polityka azylowa i migracyjna
19. Służby penitencjarne i areszt śledczy
20. Międzynarodowa współpraca policji i walka z przestępczością
21. Skuteczność i sprawność wymiaru sprawiedliwości, wzmocnienie praworządności
22. Przemoc domowa i ze względu na płeć
23. Zapobieganie klęskom żywiołowym i przygotowanie do stawienia im czoła
Nową cechą Funduszy EOG i norweskich w okresie 2014-2021 jest ustanowienie Funduszu na Rzecz Zatrudnienia Młodych (65,5 mln euro) oraz Funduszu Współpracy Regionalnej (34,5 mln euro). Fundusze te wspierają inicjatywy transgraniczne i międzynarodowe, stanowiące próbę podjęcia pewnych wspólnych europejskich wyzwań.  
Realizacja wszystkich programów w ramach Funduszy EOG i norweskich przewidzianych na okres 2014-2021 musi zakończyć się do 30 kwietnia 2024 r. 

### Współpraca i partnerzy zewnętrzni
Partnerzy programowi darczyńców (Donor Programme Partners -DPP) odgrywają strategiczną rolę w planowaniu i realizacji programu, oraz w ułatwieniu zawiązania się partnerstwa w ramach projektu. W okresie finansowania 2014-2021 we współpracę zaangażowanych jest 21 DPP (dwoje z Islandii, jeden z Liechtensteinu i 18 z Norwegii). 
Partnerzy programowi darczyńców to z reguły instytucje publiczne, posiadające pełnomocnictwa rządowe w określonych dziedzinach i legitymujące się dużym doświadczeniem międzynarodowym. Partnerzy ci zostali wybrani z inicjatywy państw darczyńców. 
Międzyrządowe organizacje i interesariusze odgrywają ważną rolę w Funduszach EOG i norweskich, ponieważ monitorują przestrzeganie międzynarodowych konwencji i traktatów w całej Europie. Organizacje te świadczą pomoc w obszarach powiązanych z prawami człowieka, demokracją oraz praworządnością. W celu zapewnienia zgodności programów i projektów realizowanych w ramach Funduszy EOG i norweskich ze standardami europejskimi i międzynarodowymi, darczyńcy ustanowili partnerstwa strategiczne z trzema partnerami europejskimi, którzy w okresie finansowania 2014-2021 pełnią rolę międzynarodowych organizacji partnerskich (IPO):
- Agencja Praw Podstawowych Unii Europejskiej jest zaangażowana w kilka programów i projektów dotyczących włączenia społecznego i praw podstawowych Romów. Ponadto Fundusze współpracują z FRA w organizowaniu imprez na wyższym szczeblu, dotyczących praw podstawowych.
- Rada Europy jest najbardziej wszechstronnym zewnętrznym partnerem Funduszy i jest zaangażowana w kilka programów. Organizacja ta zapewnia doradztwo strategiczne oraz wsparcie techniczne w obszarach praw człowieka, demokracji oraz praworządności.
- Organizacja Współpracy Gospodarczej i Rozwoju jest partnerem strategicznym Funduszy w obszarze dobrego zarządzania, gdzie jest zaangażowana w kilka programów i projektów.